# Speedbass
Genres dérivés
Spitbass, happy speedbass, slug 'n' bass
La speedbass est un genre de musique électronique, dérivé de la techno hardcore, mêlant gabber et drum and bass, bien qu'il ne possède aucune définition officielle et se veut anticonformiste et fun.

## Histoire
La speedbass émerge à l'origine de la côte ouest des États-Unis, né d'un public mixant, diffusant par Internet, et écoutant des mélanges de gabber et drum and bass, sans se soucier d'appartenir à un genre. Le mélange direct de ces deux styles, intégrant également des éléments de dub et de techniques du DJing hip-hop, donne une nouvelle sorte de musique électronique nommée speedbass. À San Francisco, The S.P.A.Z Crew et d'autres artistes sont à l'origine de la création de ce genre hybride. D'autres types, comme Steven Prothero du Iron Feather Journal à Boulder, Colorado, suivent le même chemin. D'autres scènes similaires se développent en Amérique du Nord, comme la scène techno hardcore new-yorkaise et la heavy bass techno du Wisconsin. 
Le terme de speedbass est appliqué spécifiquement à ce mouvement par le musicien californien Terbo Ted à la fin de 1998, qu'il a inventé « en réponse aux clubs et promoteurs coincés et snobinards. » Selon Ihkur's Guide to Electronic Music, « le genre ne connait aucune définition officielle. »

## Caractéristiques
À l'automne 1999, la speedbass est encore jeune. Les critères basiques sont une vitesse très rapide (à partir de 300 BPM) et riche en fréquences basses sub-harmoniques. Mais il s'agit surtout d'avoir la simplicité d'un esprit rock 'n' roll, des blagues communes dans le genre est d'utiliser les samples de test de basses d'ingénieurs du son ou les références aux cowboys. Les artistes speedbass pouvaient venir de tous les horizons, aussi bien amateurs que venant de la techno, jungle, trip hop ou dub. Grâce à internet, le mouvement ne se cantonna pas aux États-Unis.

## Image
La speedbass se voulait rebelle et totalement anticonformiste. Ainsi, l'humour était inhérent, et les références ringardes comme la country s'y mêlaient bien, le son de très mauvaise qualité pour aller à l'opposé de toute production commerciale, un esprit un peu motard relativement à la vitesse grisante qui donne des sensations de liberté, le mauvais goût, le psychédélisme et la bonne humeur étaient de mise. À l'époque même, la speedbass était considérée comme un mouvement éphémère de par sa philosophie anticonformiste, qui devait mourir à son firmament.
En date, le mouvement speedbass existe et vit encore, mais plus dans la tendance du post-speedbass. La mentalité conservée demeure le fun (Speedbass is fun) et une certaine violence dans une sorte de techno-breakcore expérimentale, amusante, puisant dans les références un peu ringardes, sale, toujours relativement anticonformiste et parfois provocatrice, la vitesse n'étant plus réellement de mise.

## Artistes notables
Les artistes et groupe de speedbass incluent notamment Terbo Ted, et Fiesta Bullybus.